# Anat Cohen
Anat Cohen (Tel Aviv, 1975) es una clarinetista, saxofonista y directora de orquesta israelí, establecida en Nueva York.

## Biografía
Cohen comenzó a tocar el clarinete y el saxofón, y en 1996, estudió en el Berklee College of Music. También ha grabado con sus hermanos Avishai Cohen (trompetista) y Yuval Cohen (saxo alto y soprano).
Su álbum de debut, Place & Time, con Jason Lindner, Ben Street, Jeff Ballard, y Avishai Cohen, fue publicado en 2005 en Anzic Records. Su último disco Luminosa con Jason Lindner, Joe Martin, Daniel Freedman y otros invitados fue lanzado en 2015 también en Anzic Records.
Cohen actúa con regularidad y ha aparecido en un notable número de festivales de jazz, incluyendo el Newport Jazz Festival, Festival de Jazz de Montreal, Tudo É Festival de Jazz, y el North Sea Jazz Festival.

## Premios
En 2007 ganó los premios a la "Artista revelación" y "Clarinetista del Año" de la Jazz Journalists Association. También fue votada Clarinetista del Año en 2008, 2009, 2010, 2011, 2012, 2013, 2014 y en 2015 y honrado como "Multi-Reedist del Año" en 2012, 2013 y 2015 por la Jazz Journalists Association. Ha recibido múltiples menciones en Down Beat, en varias categorías, incluyendo los primeros lugares de "Rising Star" en los saxos tenor y soprano y Clarinete.
El 12 de julio de 2013, recibió el Paul Acket Award, del North Sea Jazz Festival de Róterdam, de la Fundación BNP.

## Discografía
En solitario
- Place & Time (2005)
- Poetica (2007)
- Notes From the Village (2008)
- Clarinetwork: Live at the Village Vanguard (2010)
- Claroscuro (2012)
- Luminosa (2015)

Con La Orquesta Anzic
- Noir (2007)

Con The Choro Ensemble
- Choro Ensemble (2005)
- Nosso Tempo (2008)

Con 3 Cohens
- One (2003)
- Braid (2007)
- Family (2011)

Con Cyro Baptista
- Beat the Donkey (Tzadik, 2002)
- Infinito (Tzadik, 2009)